# Jang Hoon
Pour les articles homonymes, voir Jang.
Dans ce nom coréen, le nom de famille, Jang, précède le nom personnel.
Pour les articles homonymes, voir Hoon.
Jang Hoon (장훈) est un réalisateur, producteur et monteur sud-coréen, né le 4 mai 1975 dans le district de Jeongseon en Gangwon.

## Filmographie

### En tant que réalisateur
- 2007 : The Villains (court-métrage)
- 2008 : Rough Cut (영화는 영화다)
- 2010 : The Secret Reunion (의형제)
- 2011 : Gojijeon (고지전)
- 2017 : A Taxi Driver (택시 운전사)

### En tant qu'adaptateur
- 2010 : The Secret Reunion (의형제) (court-métrage)
- 2008 : Rough Cut (영화는 영화다)

### En tant que monteur
- 2006 : Time (시간) de Kim Ki-duk

## Distinctions

### Récompenses
- Festival international du film fantastique de Puchon 2007 : Meilleur court-métrage sud-coréen The Villains
- FanTasia 2009 : Prix Séquences pour Rough Cut
- Buil Film Awards 2011 : Meilleur réalisateur pour Gojijeon

### Nominations
- Festival international du film fantastique de Puchon 2007 : Grand prix pour court-métrage The Villains
- Blue Dragon Film Awards 2011 : Meilleur réalisateur pour Gojijeon
- Grand Bell Awards 2011 : Meilleur réalisateur pour Gojijeon
- Korean Association of Film Critics Awards 2011 : Meilleur film Gojijeon